# Manu Scordia
Manu Scordia, né Manuel Griez le 20 avril 1982 à Cuesmes (province de Hainaut), est un auteur de bande dessinée, illustrateur et dessinateur de presse belge.

## Biographie
Manuel Griez naît le 20 avril 1982 à Cuesmes,,.
Il est issu d'un père très actif dans les luttes pour les sans-papiers et d'une mère factrice à La Poste, où elle était déléguée syndicale. Il grandit à Cuesmes dans le Borinage, avec des parents militants. Il les accompagne aux manifestations, il est rapidement au contact de l’engagement politique et d’une certaine réalité sociale. Vers dix ou onze ans, ils hébergent un père et son fils, d’origine congolaise. Il se lie au fils de son âge, mais ils ont sont finalement expulsés. Cet événement le marque beaucoup.
Il étudie la bande dessinée à l'Institut Saint-Luc de Bruxelles où il a pour professeurs Éric Lambé et Marc Sevrin.
Il collabore à plusieurs fanzines et projets de bandes dessinées collectives. Il est dessinateur de presse pour Imagine demain le monde le magazine du CNCD, la revue Z, Ensemble le trimestriel du collectif Solidarité contre l’exclusion et le JEF, journal des étudiants francophones. En 2016, Manu Scordia réalise avec le photographe Karim Brikci-Nigassa, l’exposition Black Panther Lives Matter, une exposition de dessin sur photo, à l’occasion des 50 ans de la naissance du Black Panther Party.
Il est l’auteur du roman graphique Ali Aarrass publié dans la collection « Soudain » aux éditions Vide Cocagne en 2019. Ce one-shot conte l’histoire vraie d’Ali Aarrass, Belgo-marocain incarcéré et torturé au Maroc dans l’indifférence de la Belgique alors que son innocence est établie et que l’ONU exige sa libération,,. Cet ouvrage vaut à son auteur le prix Atomium Le Soir de la bande dessinée de reportage la même année. À l'occasion de la commémoration des 150 ans de la Commune de Paris, il expose à nouveau des photographies dessinées au Mundaneum de Mons en 2022. Il s'associe à Foued Bellali, l’éditeur et responsable de l’ASBL 2bouts — à Forest, qui propose des formations et des ateliers créatifs pour aborder les thématiques du racisme et des discriminations —, avec une série de témoignages sur ce que peut être la vie en Belgique quand on est étranger, racisé dans l'album Le Rouleau compresseur - Chronique d'un racisme institutionnel en 2023,. L'auteur expose ses œuvres au centre culturel de Seraing avec Rouleau compresseur en 2023. En 2024, il publie aux Éditions La Boîte à bulles,, un récit sur Mawda, une fillette de 2 ans tuée par un policier belge. Après appel, la Cour d'appel de Mons reprend le procès et rend son jugement le 4 novembre 2021 : le policier est condamné en appel à une peine de 10 mois de prison avec sursis.
Come illustrateur, il illustre le livre de Carlos Perez L’Enfance sous pression (Éditions Aden, 2007), la couverture du roman de Jean-Pierre Griez Une enfance d’en bas (éd. du Cerisier, 2007) et le livre du juriste Mathieu Beys Quels droits face à la police ? (éd. Couleur Livre, 2014). Il participe également à la réalisation du film d’animation Caoutchouc rouge, rouge coltan sur l’histoire coloniale de la Belgique au Congo, sorti en décembre 2018.
Dans son travail, il aborde des sujets sociaux ou politiques. Il essaie à travers le dessin, de mettre en lumière les injustices de la société. Ses thèmes principaux sont le racisme, la discrimination, le colonialisme, la question palestinienne, l’exclusion sociale de manière générale.
Parallèlement, il est animateur socioculturel à l'ASBL Le Village du monde à Cuesmes,.

## Œuvres

### Albums de bande dessinée

#### Ali Aarrass
- Ali Aarrass[7], Vide Cocagne, coll. « Soudain », Nantes, 19 avril 2019
Scénario, dessin et couleurs : Manu Scordia -  (ISBN 9782379360046)

#### Le Rouleau compresseur - Chronique d'un racisme institutionnel
- Le Rouleau compresseur - Chronique d'un racisme institutionnel[10], 2023
Scénario : Foued Bellali - Dessin : Manu Scordia - Couleurs : noir et blanc,petit format broché.

#### Mawda
- Mawda - Autopsie d'un crime d'État[13],[14], La Boîte à bulles, 6 mars 2024
Scénario et dessin : Manu Scordia - Couleurs : noir et blanc -  (ISBN 9782849535998)

### Filmographie
- 2018 : Caoutchouc rouge, rouge coltan[16],[17], graphiste, court métrage d'animation, 33 min, de Jean-Pierre Griez.

### Expositions
- Black Panther Lives Matter[18], au Brass’Art à Molenbeek-Saint-Jean du 29 novembre au 22 décembre 2017 ;
- 150 ans de la Commune de Paris, Mundaneum, Mons 7 septembre au 4 décembre 2022[9] ;
- Rouleau compresseur, Centre régional d'intégration de Charleroi, Gilly du 23 mai au 19 juin 2023[19]
- Rouleau compresseur[12],[20], centre culturel de Seraing du 6 au 22 octobre 2023.

## Prix et récompenses
- 2019 :  prix Atomium Le Soir de la BD de reportage pour Ali Aarrass[8].

#### Articles
- W.F., « Une BD pour la neuvième année de détention d'Ali Aarrass », RTBF,‎ 20 avril 2016 (lire en ligne, consulté le 20 mars 2024).
- Manu Scordia (interviewé), « Mawda - Autopsie d'un crime d'État : Interview », sur La Boîte à bulles (consulté le 20 mars 2024).
- Manu Scordia (interviewé par Michaël Degré), « Mawda, autopsie d'un crime d'État [Interview et critique BD] – Un scandale bien de chez nous », L'Avenir,‎ 14 mars 2024 (lire en ligne , consulté le 23 janvier 2025).

### Émissions de radio
- Entrez sans frapper Manu Scordia pour sa BD "Ali Aarrass" sur La Première, (10 min 40 s), 7 juin 2019 Voir en ligne via Auvio .

### Vidéographie
- [vidéo] « Parlons-en : Manu Scordia sort une BD sur Ali Aarrass, belgo-marocain emprisonné au Maroc », sur YouTube